# Emilie Mundt

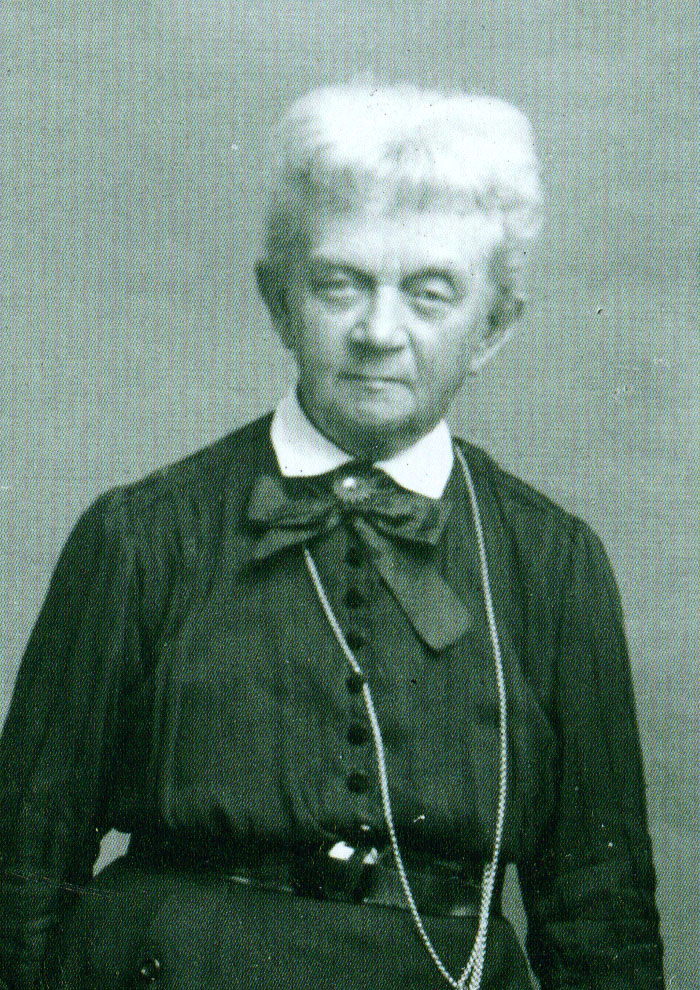
Emilie Mundt (1915)

Caroline Emilie Mundt (* 22. August 1842 in Sorø; † 25. Oktober 1922 in Frederiksberg) war eine dänische Malerin und Kunstlehrerin.

## Leben

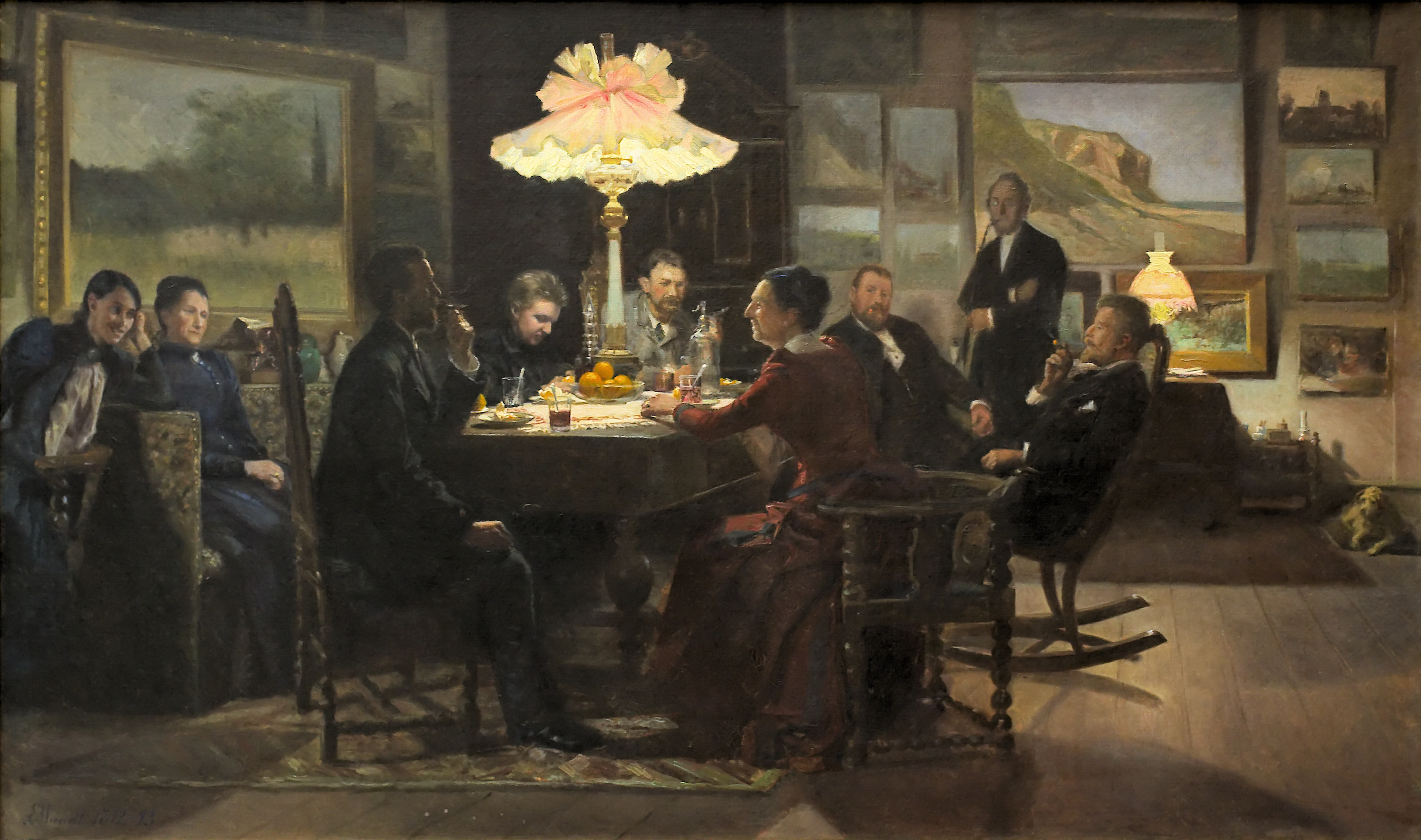
Emilie Mundt: Efter hjemkomsten, 1892/93

Emilie Mundt war die Tochter des Lektors und späteren Titularprofessors der Mathematik an der Sorø Akademi auf der dänischen Insel Seeland, Carl Emil Mundt (1802–1873), seinerseits Sohn eines Goldschmieds. Die Mutter, Caroline (Amalie) Jørgensen (1808–1845), starb, als Emilie erst drei Jahre alt war. In der Folge zog Carl Mundt mit Emilie und ihrer Schwester Jacobine (1840–1914) von Sorø nach Kopenhagen, wo die beiden die Privatschule von Nathalie Zahle (N. Zahles Skole) besuchten. Emilie legte 1861 ein Examen als Privatlehrerin ab und erhielt – gefördert von ihrem Zeichenlehrer Frederik Ferdinand Helsted – schließlich eine Anstellung als Schreib- und Zeichenlehrerin an der Schule. Kolleginnen waren unter anderem die Blumenmalerin Christine Løvmand (1803–1872) und Henriette Skram (1841–1929). Erst im Alter von 30 Jahren wechselte Emilie Mundt ganz zur Malerei, indem sie sich an der privaten Zeichen- und Malschule für Frauen (Tegneskolen for Kvinder) von Vilhelm Kyhn einschrieb und unter anderem bei dem Bildnis- und Genremaler Jørgen Roed Unterricht nahm. Ihre Mitstudentin, die spätere Frauenrechtlerin Marie Luplau (1848–1925), wurde ihre lebenslange Partnerin. Nachdem ihnen 1875 die Aufnahme zum Studium an der Kopenhagener Kunstakademie verwehrt worden war, gingen die beiden Frauen 1875/76 für acht Monate nach München und bildeten sich unter anderem durch Studien nach dem lebenden Modell im Kreis der skandinavischen Künstler, zu dem der norwegische Maler Eilif Peterssen (1852–1928) gehörte, weiter. Mit Marie Luplau eröffnete Emilie Mundt 1878 eine Zeichen- und Malschule für Frauen, die sie bis 1912 leitete. Zu ihren Schülerinnen gehörten unter anderem Emilie Demant Hatt (1873–1958), Astrid Holm (1876–1937) und Olivia Holm-Møller (1875–1970). 1882 bis 1884 hielt sie sich in Paris auf, arbeitete bei Raphael Collin und Gustave Courtois (1852–1923) an der Académie Colarossi und wurde vor allem von den naturalistischen Arbeiten der Maler Jules Breton und Jules Bastien-Lepage, beeinflusst. Von Paris aus besuchte sie die Bretagne; 1891 reiste sie erneut nach Paris, 1912 nach Italien und in die Schweiz. Sie engagierte sich vehement dafür, Frauen den Zugang zur Kunstakademie zu verschaffen, was sie 1888 durchsetzen konnte. Als 1916 die dänische Künstlerinnen-Vereinigung (Kvindelige Kunstneres Samfund) gegründet wurde, gehörte sie zu deren ersten Mitgliedern.
1891 adoptierten Emilie Mundt und Marie Luplau eine Tochter, die sie Carla Mundt-Luplau (* 1890) nannten. Gäste in ihrem Haus in Frederiksberg waren unter anderem die Schauspielerin Andrea Lamberth (* 1853) und die Fotografin Mary Steen (1856–1939).

## Ausstellungen
- Charlottenborg, Frühjahr 1878 bis 1923
- Nordische Ausstellung (Nordisk Udstilling), 1888
- Paris 1889
- Künstlerinnen-Ausstellung (Kvindernes Udstilling), Kopenhagen 1895
- Rathausausstellung (Raadhusudstilling), Kopenhagen 1901
- Foraars Udstillingen, Kopenhagen 1903
- Landesausstellung (Landsudstilling), Århus 1909
- Retrospektive Künstlerinnenausstellung (Kvindelige Kunstneres retrosp. Udstilling), Kopenhagen  1920

## Werk (Auswahl)
Der Pariser Aufenthalt inspirierte Mundt zu einer Reihe von Kinderdarstellungen, die nach Besuchen in einem Waisenhaus entstanden. Kinder blieben danach ihre bevorzugten Motive. Daneben entstanden aber auch figürliche Szenen, bäuerliche Interieurs sowie Landschaften aus Dänemark, aus der Bretagne und aus Italien.
- To Børn, 1878
- På Kyhns tegneskole, Zeichnung 1879
- Hus i Pont-Aven, Bretagne, 1882
- Trappeparti, Bretagne, 1883: Varde Museum
- Mandlig model, 1883
- Det gamle teglværk ved Esbjerg, 1885
- Parti af Smedegade, Varde, 1886: Varde Museum
- Fra asylet i Istedgade (Vom Waisenhaus in Istegade), 1886: Kopenhagen, Stadtmuseum
- Kinder in der Schule, 1891
- Efter hjemkomsten, 1892/93: Randers Kunstmuseum
- Landbomotiv med arbejdende ældre kvinde samt børn ved staldmur, 1893 (Kunsthandel)
- Malerinde og barn i atelieret (Malerin mit Kind im Atelier), 1893: Varde Museum
- Marie Luplau med plejebarnet Carla Mundt-Luplau (Marie Luplau mit der Adoptivtochter Carla Mundt-Luplau im Atelier), 1895
- Portræt af overprokurator I. H. Mundt; ausgestellt 1895
- Portræt af Daniel Luplau, 1896: Varde Museum
- Udenfor Skovfogedboligen, 1903
- En femkantet l'hombre i atelieret, 1904/12
- To søstre (Zwei Schwestern), 1908
- Nej. Fra et italiensk asyl, 1913
- Nu skal der soves. Motiv fra asylet i Istedgade, 1914
- Wænda Sørensen og andre asylbørn, 1916